# Rýže
Rýže (Oryza) je rod jednoděložných rostlin z čeledi lipnicovitých. Původ má v tropických oblastech Afriky, Asie a Austrálie. V botanice se rozlišuje přes 20 druhů, kulturních forem – obilnin – jsou desetitisíce. Celkově rýže pokrývá asi dvacet procent kalorické spotřeby lidské populace.

## Taxonomie
Rýže (Oryza L.) je rod lipnicovitých (Poaceae) rostlin ze skupiny rýžovitých (Oryzeae) zahrnujících asi 21–25 druhů a tisíce taxonů nižších než druh. Rod rýže (Oryza) zavedl v roce 1753 Carl Liné poté, co popsal druh rýže seté (Oryza sativa) pěstované v té době v Etiopii. Později bylo popsáno více než 100 druhů rýže, které jsou uloženy v různých herbářích. Většinou se ale jedná o stejné druhy nebo o taxony nižší než druh, protože v dnešní době je uznáváno asi 21–25 druhů rýže.
Hospodářský význam má rýže setá (Oryza sativa L.) a rýže africká (Oryza glaberrima Staud., která má svůj původ domestikace u řeky Niger), též nazývaná rýže červená. Ostatní druhy rýže jsou divoké nebo chápané jako plevelné v rýžovištích uvedených dvou druhů.
Podle počtu chromozomů se rozlišuje rýže diploidní (24 chromozomů, sady AA, BB, CC, EE, FF a GG) a tetraplodní (48 chromozomů, sady BBCC, CCDD, HHJJ a HHKK).
- Diploidními druhy jsou pouze divoké rýže
  - Oryza alta,
  - O. australiensis,
  - O. barthii,
  - O. brachyantha,
  - O. coarctata,
  - O. eichingeri,
  - O. grandiglumis,
  - O. granulata,
  - O. latifolia,
  - O. longiglumis,
  - O. malampuzhaensis,
  - O. meyeriana,
  - O. minuta,
  - O. officinalis,
  - O. perennis,
  - O. punctata,
  - O. rhizomatis,
  - O. ridleyi a
  - O. schlecteri.
- Tetraploidních je 9 druhů včetně 2 pěstovaných:
  - O. rufipogon,
  - O. nivara (synonymě Oryza sativa f. spontanea),
  - O. glumipatula (syn. Oryza glumaepatula),
  - O. meridionalis,
  - O. breviligualata,
  - O. logistaminata (syn. Oryza glumaepatula),
  - O. sativa a
  - O. glaberrima.[3][4]

## Původ a rozšíření
Domestikované formy rýže mají původ v Austrálii. Domestikovaná rýže pochází z povodí Perlové řeky v Číně z doby před 13500 až 8200 lety. Mytologicky to měl být císař Šen-nung. Nezávisle byla domestikována i v Indii a došlo k jejich smísení. Před 4200 lety se variety rozšířily po Asii. Domestikována byla také nezávisle v Amazonii. Dnes je rozšířena všude ve světě, hlavně v tropech a subtropech. Rýže setá (O. sativa) vznikla pravděpodobně z divoké Oryza rufipogon. Další pěstovanou rýží je Oryza glaberrima, která se pěstuje v povodí Nigeru.

## Popis

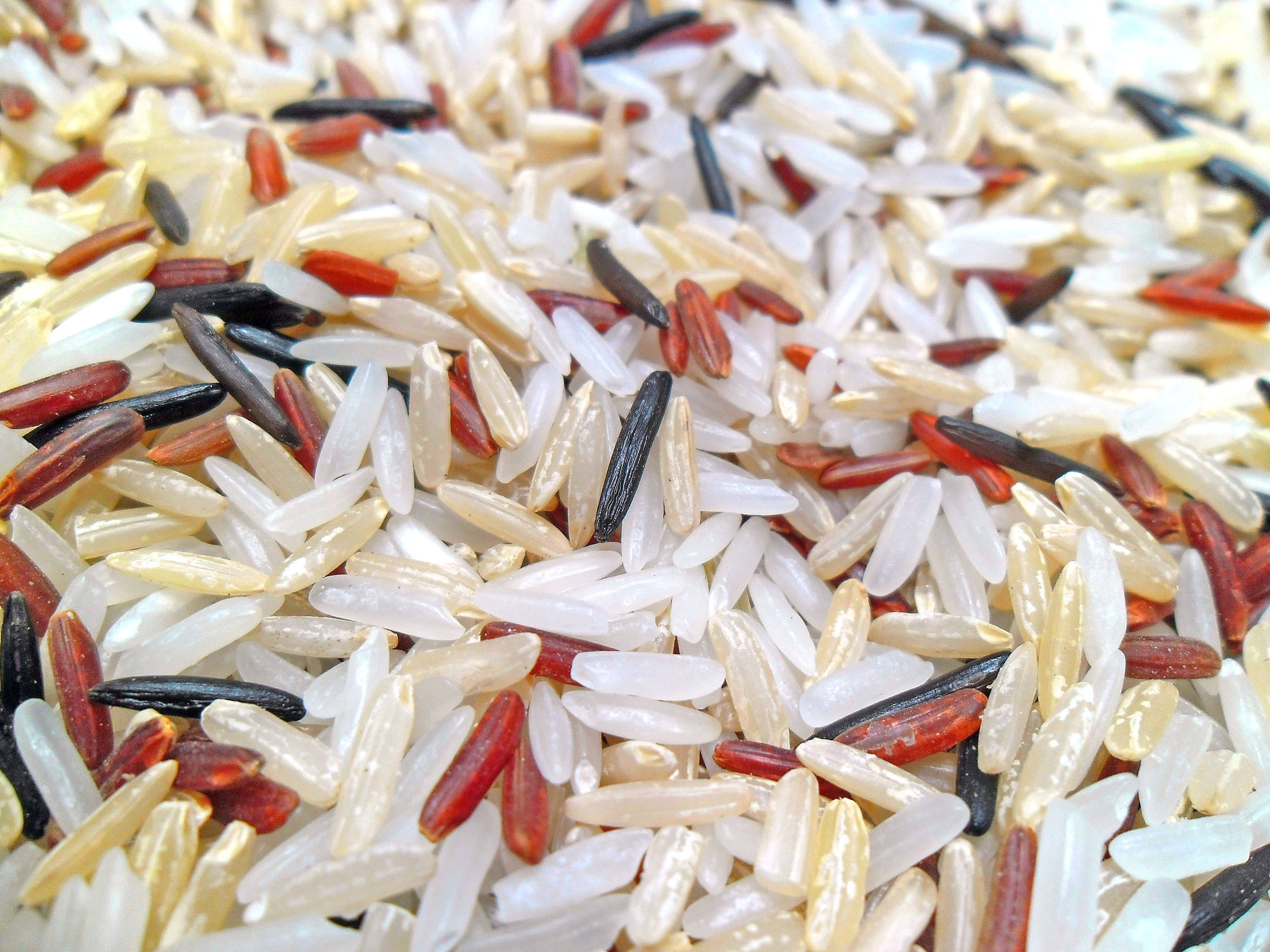
Směs hnědé, bílé a červené rýže

Rýže (Oryza) je jednoletá či víceletá rostlina. Nejpěstovanější druh rýže setá (O. sativa) je jednoletá bylina.

### Kořeny
Má mohutný svazčitý kořenový systém s řadou odnoží. Rýže klíčí ve vlhkém prostředí jedním primárním kořenem, který se později větví ve dva adventivní kořeny. Ty se dále větví v další postranní kořeny. Mohutnost kořenového systému závisí na druhu a odrůdě, ale i na půdě a používané agrotechnice. Kořeny jsou tvořeny aerenchymem a jsou bílé, později nahnědlé až světle hnědé. Kořenový systém se vyvíjí v průběhu růstu rostliny a kvetení. Po ukončení kvetení se již nerozvíjí. Čím více má rostlina odnoží, tím mohutnější má kořenový systém, který tyto odnože vyživuje.

### Stéblo
Nadzemní část rostliny je tvořena svazkem vzpřímených stébel dosahujících délky jednoho metru až 0,5–5 m.[rozpor] Stéblo vyrůstá z odnožovacího kolénka a následně se v kolínkách větví na odnože druhého a třetího řádu. Jedna rostlina pak má 10 až 20 odnoží, z čehož jsou některé neplodné a odumírají v průběhu vegetace. Stéblo se dělí na kolénka, z nichž vyrůstají listy a na internody, které se k vrcholové části rostliny prodlužují. Stéblo je tak bohatě olistěno. Mívá v průměru 6 až 10 cm šířky a je na průřezu oválné a na povrchu hladké. Má zelenou barvu, která se s vegetačním stářím mění do žluté, některé druhy a kultivary jsou s nádechem do růžova či tmavě červena. Většina druhů rýže je vzpřímená, existují však i poléhavé taxony.
Rýže setá (O. sativa) roste v trsech.

### Listy
Listy vyrůstají střídavě z kolének. List je tvořen pochvou, jazýčkem, oušky a čepelí. Pochva obaluje stéblo a v určité vzdálenosti se odděluje a tvoří listovou čepel. V místě předělu se nalézají tzv. ouška, která jsou chlupatá. Ouška v pozdějších vývojových fázích opadávají. Jazýček, který se na předělu také nachází je blanitý, bílý, 10 až 15 mm dlouhý, někdy rozeklaný na 2 poloviny. Čepel je asi 1–2 cm úzká a v průměru 0,3–35 cm dlouhá. Obsahuje podélnou žilnatinu. Na okraji je drsná, rub a líc se neliší. Někdy bývá obalena chloupky a je od báze pigmentovaná. Praporcový list je širší než ostatní. Řada delších listů je v polovině ohlá směrem k zemi.

### Květ

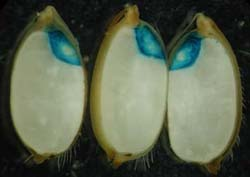
Zvýrazněné embryo

Jednotlivé kvítky vyrůstající v klasech a sdružují se v laty různého uspořádání. Latu obvykle tvoří 40–500 jednokvětých klásků. Květ je na krátkém vřetenu obalen pětižilnou, kožovitou, často osinatou a chlupatou pluchou. Tvoří ho šest tyčinek ve dvou kruzích a jednopouzdrý semeník obalený dvěma plenkami s pérovou bliznou rozdělenou na dvě části.
Rýže setá (O. sativa) má jednokvěté klásky o 6 tyčinkách v latách.

### Plody
Plodem je obilka, která bývá po stranách smáčklá s různě barevným oplodím. Je obalena pluchou a pluškou. Obilka bývá 5–14 mm dlouhá a 1,9–3,7 mm široká s embryem umístěným v bazální části.
U rýže seté (O. sativa) je obilka obalena pluchou a pluškou. Obsahuje 70–80 % škrobu a dále bílkoviny a vitamín B.

## Nutriční hodnoty
Obilka obsahuje asi 8–12 % bílkovin, 2,4 % tuků, 68–72 % sacharidů, 10 % vlákniny a 4–5 % minerálních látek. Dále vitamíny B1, B2 a B3.

## Výnosy

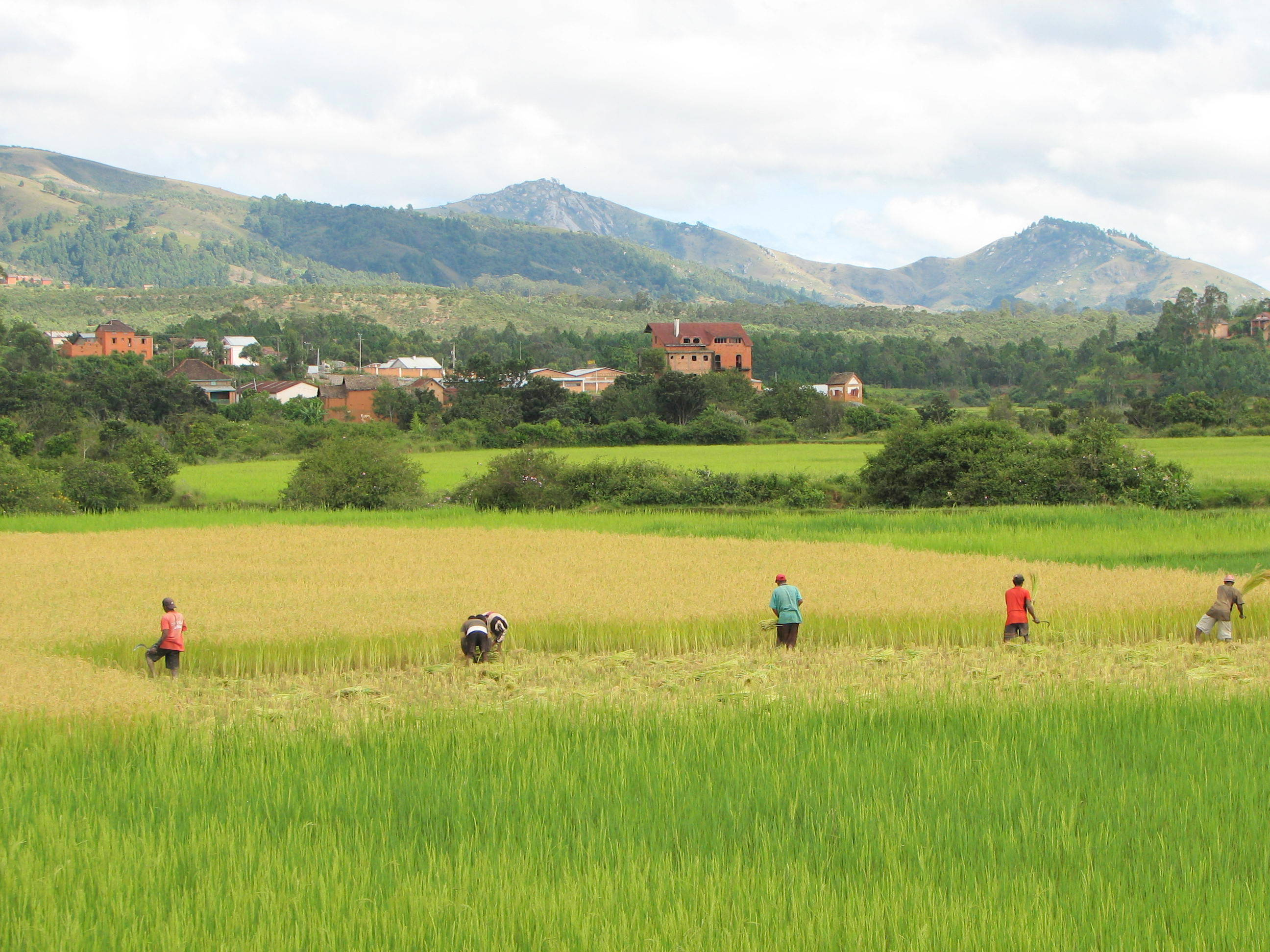
Sklizeň rýže na Madagaskaru

Průměrný výnos rýže seté (O. sativa) je 3–5 t/ha při dvou až třech sklizních za rok. Hybridní rýže, kterou vyšlechtil Jüan Lung-pching, zvýšila výnos o 20 %.

## Rýže v lidské stravě
Rýže setá (O. sativa) je nejdůležitější obilovinou světa. Jako hlavní příjem potravy ji má asi 1/4 obyvatelstva zeměkoule. Rýže se dále zkvašuje a vyrábějí se z ní alkoholické nápoje jako arak, rýžové pivo či víno; z rýžové slámy se vyrábí cigaretový papír.

### Obavy z obsahu arsenu
Vzhledem k obavám z obsahu arsenu v rýží zavedl Evropský úřad pro bezpečnost potravin EFSA od roku 2016 limity pro maximální obsah. V syrové loupané rýži je povoleno 0,2 mg/kg, v předpařené rýži 0,25 mg/kg. v rýžových chlebíčcích a podobných výrobcích 0,3 mg/kg a v rýži pro malé děti 0,1 mg/kg. Podle testů spotřebitelského časopisu dTest z roku 2017 všech 13 testovaných druhů rýže na českém trhu splnilo platné limity.

## Genetické modifikace rýže

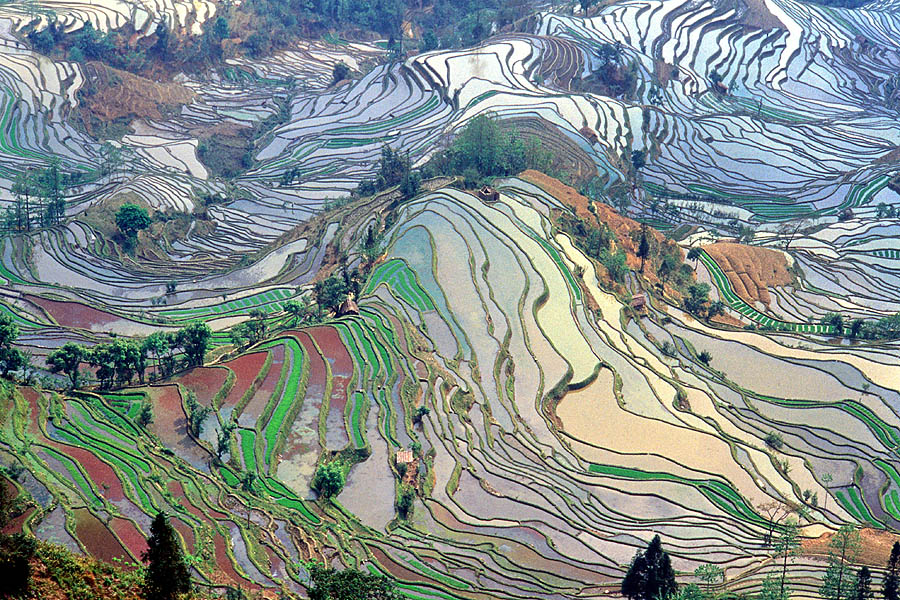
Terasy pro pěstování rýže (Jün-nan, jižní Čína)

Řada agrochemických firem se pokouší získat kontrolu nad produkcí rýže její genetickou modifikací a následným patentováním takto získaného GMO. Firma Bayer provedla pro zvýšení odbytu svého herbicidu genetickou modifikaci zajišťující odolnost GM rýže vůči tomuto herbicidu (GM rýže LL62). V 90. letech 20. století proběhly v evropských laboratořích mnohé genetické studie s cílem zvýšení hektarové produkce rýže. Většinu z nich vedla nizozemská organizace HNGAC. Tyto výzkumy byly později zastaveny kvůli nedostatečnému financování.
Problémem se ukazuje nelegální kontaminace potravinářské rýže neschválenými a neprověřeným odrůdami geneticky modifikovaných rýží. Tento problém odhalily odpovědné orgány také v České republice 

## Druhy rýže
- přírodní / natural („hnědá“) – obilky světle hnědé barvy
- bílá – s obilkami, jež mohou být dlouhozrnné nebo krátkozrnné
- arborio – kulatozrnná rýže, vhodná do italského rizota
- basmati – používá se v indické kuchyni
- jasmínová – voňavá, používá se v čínské kuchyni
- lepkavá černá, lepkavá bílá – používá se do nákypů, součást kuchyně dálného východu
- rudá rýže (Himálaj, Bhútán)

Ještě se používají názvy „divoká rýže“, „planá rýže“ nebo „indiánská rýže“ – většinou pro semena severoamerické vodní trávy rodu ovsucha (Zizania), která není pravá rýže.

## Využití

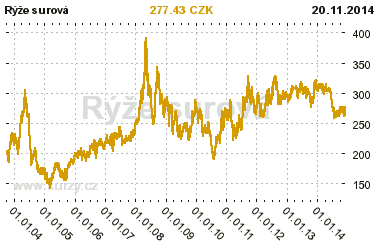
Vývoj ceny rýže na komoditních burzách

Hlavní využití rýže je coby potraviny – jako součást pokrmů (se zeleninou, masem, omáčkami), jako příloha, v některých receptech (rýžový nákyp, rýžový puding, rýžové nudle, suši) hraje hlavní roli. Rýži lze nechávat kvasit a vyrábět z ní alkoholické nápoje (rýžové pivo a víno a z nich odvozené destiláty).
Obilky rýže poskytují jednu z nejdůležitějších potravin na světě. A to především druh rýže setá (O. sativa), v menší míře pak druh rýže africká (O. glaberrima). Rýže neobsahuje lepek a je vhodná pro diabetiky. Obilky se používají buď neloupané, nebo loupané, případně se z nich mletím připravuje rýžová mouka. Rýžové otruby jsou používány ke snížení rizika rakoviny tlustého střeva.

## Světová produkce rýže
Světová produkce rýže stabilně stoupá, z asi 200 milionů tun neloupané rýže v roce 1960 na 650 milionů v roce 2007. V roce 2007 patřily mezi největší producenty Čínská lidová republika (28,5 % světové produkce), Indie (21,7 %), Indonésie (8,8 %), Bangladéš (6,7 %), Vietnam (5,5 %), Myanmar (5,0 %) a Thajsko (4,3 %) .
V roce 2017 bylo na světě vypěstováno celkem 770 milionů tun rýže. V tabulce je uvedeno 20 největších producentů, kteří vypěstovali 93,7 % světové produkce. Jedinou zemí v první desítce, která neleží v Asii, je Brazílie na 9. místě.
| Pořadí | Stát      | Množství (v tunách) |    | Pořadí      | Stát        | Množství (v tunách) |
| ------ | --------- | ------------------- | -- | ----------- | ----------- | ------------------- |
| 1      | Čína      | 212 676 000         | 11 | Kambodža    | 10 350 000  |                     |
| 2      | Indie     | 168 500 000         | 12 | Nigérie     | 9 864 277   |                     |
| 3      | Indonésie | 81 382 000          | 13 | Japonsko    | 9 780 000   |                     |
| 4      | Bangladéš | 48 980 000          | 14 | USA         | 8 084 290   |                     |
| 5      | Vietnam   | 42 763 682          | 15 | Egypt       | 6 380 000   |                     |
| 6      | Thajsko   | 33 383 382          | 16 | Jižní Korea | 5 284 348   |                     |
| 7      | Myanmar   | 25 624 866          | 17 | Nepál       | 5 230 327   |                     |
| 8      | Filipíny  | 19 276 347          | 18 | Laos        | 4 039 779   |                     |
| 9      | Brazílie  | 12 469 516          | 19 | Madagaskar  | 3 100 000   |                     |
| 10     | Pákistán  | 12 469 516          | 20 | Peru        | 3 038 524   |                     |
|        |           |                     |    | Svět        | 769 657 793 |                     |

Jen asi 6 % světové produkce rýže je mezinárodně obchodováno. Největšími vývozci jsou Thajsko (26 % světového vývozu), Vietnam (15 %) a Spojené státy americké (11 %), největším dovozcem je pak Indonésie (14 % světového dovozu).
Využití rýže jinak než ke konzumaci:
- Rýže se používá také v jednom ze světových náboženství (buddhismu), kde z ní buddhističtí mniši vytvářejí tzv. mandaly.
- V řadě zemí se podle tradice zrna bílé rýže házejí na novomanžele, vycházející z kostela.